# Сантьяго-де-ла-Пуебла
Сантьяго-де-ла-Пуебла (ісп. Santiago de la Puebla) — муніципалітет в Іспанії, у складі автономної спільноти Кастилія-і-Леон, у провінції Саламанка. Населення — 426 осіб (2010).
Муніципалітет розташований на відстані близько 140 км на захід від Мадрида, 37 км на південний схід від Саламанки.
На території муніципалітету розташовані такі населені пункти: (дані про населення за 2010 рік)
- Кампільйо-і-Мелардос: 0 осіб
- Сантьяго-де-ла-Пуебла: 426 осіб

## Демографія
Динаміка населення (INE ):